# اس‌ام‌اس ابر (۱۸۸۷)
اس‌ام‌اس ابر (۱۸۸۷) (به انگلیسی: SMS Eber (1887)) یک کشتی بود که طول آن ۵۱ متر (۱۶۷ فوت ۴ اینچ) بود. این کشتی در سال ۱۸۸۷ ساخته شد.